# Merna Kennedy
Merna Kennedy, vlastním jménem Maude Kahler (7. září 1908 Kankakee, Illinois – 20. prosince 1944 Los Angeles) byla americká herečka působící na konci němé filmové éry a na počátku éry zvukové. Proslavila se rolí akrobatky ve filmu Cirkus režiséra Charlieho Chaplina z roku 1928.
S Chaplinem se seznámila prostřednictvím své přítelkyně Lity Grey, která byla od roku 1924 Chaplinovou druhou manželkou. Režisér poté zhlédl představení muzikálu All For You, v němž účinkovala, a její výkon ho zaujal natolik, že jí nabídl jednu z hlavních ve filmu Cirkus.
Její filmová kariéra trvala pouze do roku 1934, kdy se provdala za režiséra a choreografa Busby Berkeleyho. Toto manželství však vydrželo pouze rok. Merna Kennedy zemřela na infarkt v roce 1944, pouhé čtyři dny svém druhém sňatku s armádním důstojníkem Forrestem Braytonem.

## Výběr z filmografie

### Němé filmy
- 1928 Cirkus
- 1929 Broadway
- 1929 Barnum Was Right
- 1929 Skinner Steps Out

### Zvukové filmy
- 1930 The Rampant Age
- 1930 Embarrassing Moments
- 1930 The King of Jazz
- 1930 Worldly Goods
- 1930 The Midnight Special
- 1931 Stepping Out
- 1932 The Gay Buckaroo
- 1932 Lady with a Past
- 1932 Ghost Valley
- 1932 Come On, Tarzan
- 1932 The All American
- 1932 The Red-Haired Alibi
- 1932 I Like It That Way
- 1933 Laughter in Hell
- 1933 Emergency Call
- 1933 Easy Millions
- 1933 Don't Bet on Love
- 1933 Arizona to Broadway
- 1933 Police Call
- 1933 The Big Chance
- 1933 Son of a Sailor
- 1934 Wonder Bar
- 1934 Jimmy the Gent